# 諾斯布里奇 (麻薩諸塞州)
諾斯布里奇（英語：Northbridge）是一個位於美國麻薩諸塞州烏斯特縣的鎮。

## 人口
根據2020年美國人口普查的數據，諾斯布里奇的面積為46.80平方千米，當中陸地面積為44.50平方千米，而水域面積為2.30平方千米。當地共有人口16335人，而人口密度為每平方千米349人。